# Trusetal
Trusetal – dzielnica miasta Brotterode-Trusetal w Niemczech, w kraju związkowym Turyngia, w powiecie Schmalkalden-Meiningen.
Do 30 listopada 2011 była to samodzielna gmina, do której przyłączono miasto Brotterode. W ten sposób utworzono nowe miasto Brotterode-Trusetal.

## Współpraca
Miejscowości partnerskie:
- Nentershausen, Hesja